# Рейске, Иоганн Якоб
Иоганн Якоб Рейске (25 декабря 1716 — 14 августа 1774) — германский филолог-классик (эллинист), византинист и арабист, преподаватель, научный писатель. Один из крупнейших эллинистов и арабистов XVIII века.

## Биография
Родился в семье кожевника. С 1722 года учился в школе в Цорбиге, с 1727 года занимался с частным учителем в Цёшене, в 1728—1733 годах учился в гимназии в Галле. С 1733 года начал изучать богословие в Лейпциге и самостоятельно изучал арабский язык. В 1738 году отправился в Лейден, чтобы изучать там арабский язык по рукописям, там же заинтересовавшись древнегреческим языком и историей. Из-за разногласий с лейденскими филологами не смог получить там степень по языку, но в 1746 году получил степень по арабской медицине, став доктором медицины. В том же году возвратился в Лейпциг, но не захотел заниматься медициной и жил случайными заработками как частный филолог. В 1748 году получил место экстраординарного профессора арабского языка в Лейпцигском университете, но конфликты с коллегами помешали его дальнейшей карьере в университете. В 1758 году занял должность ректора гимназии св. Николая в Лейпциге.
Рейске считается одним из основателей арабской филологии в европейской науке, а также первым учёным, занимавшимся арабской нумизматикой и эпиграфикой; именно благодаря его усилиям арабская филология из вспомогательной богословской дисциплины превратилась в самостоятельную науку. Перевёл труд арабского учёного Абу-л-Фиды «Annales muslemici» (1789—1794, 5 томов). Первым же трудом, благодаря которому Рейске получил приобрёл репутацию учёного-эллиниста, стало издание сочинения Константина Порфирогенета о придворном церемониале («De cærimoniis aulæ byzantinæ»; текст и латинский перевод — 1751, комментарий — 1754); также известно его сочинение «Animadversiones ad graecos auctores» (1757—1766, 5 томов). Подготовил материал ещё для 5 томов, но по недостатку средств не смог издать их. Это сочинение, содержащее поправки текста и интерпретацию разных мест греческих прозаиков, по-прежнему далеко не утратило своего значения. При нахождении какой-либо удачной конъектуры или интерпретации чудаковатый Рейске имел обыкновение несколько раз трубить в трубу. Ему принадлежит также критическая обработка греческих ораторов (кроме Исократа), издание сочинений Плутарха, Дионисия Галикарнасского, Максима Тирского, Либания и других, переводы Демосфена, Эсхина, Еврипида и Софокла. Сохранилась также его обширная переписка, опубликованная в 1897 году.
Существенную помощь Рейске оказывала его жена Эрнестина-Христина (1735—1798), которая из любви к мужу изучила греческий и латинский языки настолько хорошо, что после его смерти докончила и издала несколько оставшихся в рукописи трудов его, например, текст речей Диона Хрисостома (1784).